# Grand Prix de Ouest-France 1994
Il Grand Prix de Ouest-France 1994, cinquantottesima edizione della corsa, si svolse il 23 agosto 1994 su un percorso totale di 209 km. Fu vinta dal belga Andrej Čmil che terminò la gara in 4h55'02.

## Ordine d'arrivo (Top 10)
| Pos. | Corridore           | Squadra       | Tempo    |
| ---- | ------------------- | ------------- | -------- |
| 1    | Andrej Čmil         | Lotto-Caloi   | 4h55'02" |
| 2    | Richard Virenque    | Festina-Lotus | a 55"    |
| 3    | Jens Heppner        | Telekom       | s.t.     |
| 4    | Bruno Cornillet     | Novemail      | s.t.     |
| 5    | Pascal Hervé        | Festina-Lotus | a 1'05"  |
| 6    | Ronan Pensec        | Novemail      | a 1'28"  |
| 7    | Laurent Brochard    | Castorama     | s.t.     |
| 8    | Cédric Vasseur      | Novemail      | s.t.     |
| 9    | Francisque Teyssier | Festina-Lotus | a 4'04"  |
| 10   | Didier Rous         | GAN           | a 4'14"  |